# Michael Pennington
Michael Pennington est un acteur britannique né le 7 juin 1943 à Cambridge en Angleterre.

## Filmographie

### Cinéma
- 1969 : Hamlet : Laertes
- 1983 : Star Wars, épisode VI : Le Retour du Jedi : Moff Jerjerrod
- 2005 : Fragile : Marcus
- 2011 : La Dame de fer : Michael Foot
- 2013 : Royal Shakespeare Company: Richard II : John of Gaunt

### Télévision
- 1965 : The Wars of the Roses : (3 épisodes)
- 1967 : No Hiding Place : Gerry Waltham (1 épisode)
- 1967 : Escape : Byron (1 épisode)
- 1967 : Sat'day While Sunday : Adrian (2 épisodes)
- 1966-1967 : Theatre 625 : Alexander, Wulfnoth (2 épisodes)
- 1967-1970 : The Wednesday Play : Geoffrey Cromlech, Garry et Youth (3 épisodes)
- 1968 : Middlemarch : Will Ladislaw (7 épisodes)
- 1968 : The Root of All Evil? : Clive Pinner (1 épisode)
- 1968-1970 : Armchair Theatre : Tom et Adrian (2 épisodes)
- 1970 : W. Somerest Maugham : Hans (1 épisode)
- 1982 : Timewatch : le narrateur
- 1987 : Le Retour de Sherlock Holmes : Sherlock Holmes
- 1990 : The Wars of the Roses : Richard II, Henry de Galles et autres personnages (7 épisodes)
- 1996 : Cracker : Commandant Gordon Ellison (1 épisode)
- 1997 : Inspecteurs associés : Hartley Culpepper (1 épisode)
- 2002-2010 : Affaires non classées : Dennis Morgan et Professeur Pavel Vetchy (3 épisodes)
- 2003 : The Bill : Juge Howard Sinclair (6 épisodes)
- 2003 : Jeux de pouvoir : Richard Siegler (1 épisode)
- 2003 : Meurtres en sommeil : Professeur Alan Macintosh (2 épisodes)
- 2006-2008 : Holby City : Walter Noble et David Powell (2 épisodes)
- 2007 : Scotland Yard, crimes sur la Tamise : James Clayton (1 épisode)
- 2008 : Inspecteur Lewis : Dr Melville (1 épisode)
- 2008 : Les Tudors : l'abbé (1 épisode)
- 2009 : Au cœur de la tempête : Arthur Harris
- 2013 : Prefect crime : le juge (1 épisode)
- 2015 : The Savage Peace : le narrateur